# Мгновение ока
«Мгновение ока» — кинофильм 1994 года режиссёра Майкла Эптеда с Мэделин Стоу в главной роли.

## Сюжет
Эмма Броуди, с детских лет жившая в слепоте, получила шанс видеть вновь. И она соглашается на операцию по пересадке глазного яблока. Одним глазом, который, пусть расплывчато и нечётко, но всё-таки что-то видел, она и углядела смутные очертания лица и фигуры человека, оказавшегося как-то поздним вечером по соседству с её квартирой. Попросту говоря, убийцы. Став свидетельницей преступления, она сама становится потенциальной жертвой маньяка.

## В ролях
| Актёр                | Роль                                 |
| -------------------- | ------------------------------------ |
| Мэделин Стоу         | Эмма Броди                           |
| Эйдан Куинн          | детектив Джон Халлстром              |
| Питер Фридман        | доктор Райан Пирс                    |
| Брюс А. Янг          | лейтенант Митчелл                    |
| Мэтт Рот             | офицер Кроу                          |
| Джеймс Ремар         | детектив Томас Риджли                |
| Лори Меткалф         | подруга Эммы Кэндис                  |
| Пол Диллон           | санитар Нил Букер                    |
| Майкл П. Бирн        | Барри                                |
| Энтони Канната       | Нед                                  |
| Джой Э. Грегори      | Валери Уитон                         |
| Тим Монсион          | мистер Таттерсолл                    |
| Люси Чайлдз          | миссис Маргарет Таттерсолл           |
| Дэйв Каллахэм        | вокалист The Drovers                 |
| Шон Клиленд          | тромбонист и мандолинист The Drovers |
| Крэйг Уинстон Дэймон | вокалист и тромбонист The Drovers    |
| Майкл Джордан        | камео                                |

## Критика
Фильм получил смешанные отзывы критиков. Фильм имеет 64% «свежести» на Rotten Tomatoes на основании 25 отзывов.
Газета «Майами Геральд» дала фильму 2,5 звезды (из 4), написав: «После ряда отвлекающих факторов личность убийцы оказывается довольно несущественной, а мотив несколько надуманным. Жалко, потому что посыл здесь в сочетании с не менее продуманным сюжетом привнесли бы в фильм изящное напряжение. На самом деле, «Мгновение ока» — умеренно увлекательный фильм, ничто не заставит вас смотреть на часы, но фильм далеко не так хорош, как его потрясающие трейлеры».